# Eustegasta micans
Eustegasta micans är en kackerlacksart som beskrevs av Henri Saussure och Leo Zehntner 1895. Eustegasta micans ingår i släktet Eustegasta och familjen jättekackerlackor. Inga underarter finns listade i Catalogue of Life.